# سیارک ۱۴۵۲
سیارک ۱۴۵۲ (به انگلیسی: 1452 Hunnia، نامگذاری:1938DZ1) هزار و چهارصد و پنجاه و دومین سیارک کشف شده‌است که در ۲۶ فوریه ۱۹۳۸ کشف شد.
قدر مطلق سیارک برابر ۱۲٫۰۰ است.